# Michael Spalt
Michael Spalt (* 24. července 1957 Vídeň) je rakouský výrobce kytar. V roce 1981 dokončil studium na San Francisco Art Institute. Později odešel do Vídně. Zde studoval na Universität für angewandte Kunst Wien. Zde se zajímal převážně o film, ale věnoval se také fotografování. V roce 1986 se usadil v Los Angeles. Kytarám se začal věnovat jako teenager, zpočátku hrál v různých kapelách a kytary si přizpůsoboval. V roce 1997 založil společnost Spalt Instruments. Kromě elektrický kytar vytváří také baskytary. Vytvořil například čtyři kytary pro velšského hudebníka a skladatele Johna Calea. Významná byla speciální dvanáctistrunná elektrická kytara s tremolem (na dvanáctistrunné kytary se tremolo používá minimálně). Tremolo pro tuto (i další Spaltem vyrobené kytary pro Calea) vytvořil Don Ramsay.